# Костомлати на Лаби
Костомлати на Лаби (чеш. Kostomlaty nad Labem) је насељено мјесто са административним статусом сеоске општине (чеш. obec) у округу Нимбурк, у Средњочешком крају, Чешка Република.

## Становништво
Према подацима о броју становника из 2014. године насеље је имало 1.820 становника.